# Starcamp Ep
Singles de Nana Mizuki
Massive Wonders
(2007) Trickster
(2008)
Starcamp Ep est le 17e single de la chanteuse et seiyū japonaise Nana Mizuki sorti le 6 février 2008 sous le label King Records. C'est également le seul single à ce jour dans sa discographie dont le titre n'est pas celui d'une des chansons qu'il contient. Il arrive 5e à l'Oricon. Il se vend à 37 353 exemplaires la première semaine et reste classé 14 semaines pour un total de 58 175 exemplaires vendus.
Astrogation a été utilisé comme thème de fermeture pour l'émission Music Fighter en février 2008. COSMIC LOVE a été utilisé comme thème d'ouverture de l'anime Rosario to Vampire et Dancing in the Velvet Moon comme thème de fermeture. Astrogation et Dancing in the Velvet Moon se trouvent sur l'album Ultimate Diamond.

## Liste des titres
| 1. | Astrogation                                                     | Hibiki       | 4:33 |
| 2. | Cosmic Love (COSMIC LOVE (lit. Amour cosmique)                  | Ryoji Sonoda | 4:30 |
| 3. | Dancing in the Velvet Moon (lit. Danse dans la lune de velours) | Nana Mizuki  | 4:34 |
| 4. | Soradokei (空時計 (lit. Vue sur le ciel)                        | SAYURI       | 4:04 |

Auteurs : La musique et les arrangements de la 1re chanson sont faits par Jun Suyama, ceux de la 2e chanson par Junpei Fujita (Elements Garden). La musique de la 3e chanson est composée par Yasunori Uematsu (Elements Garden) et les arrangements sont faits par Yasunori Uematsu (Elements Garden) et Masato Nakayama (Elements Garden). La musique et les arrangements de la 4e chanson sont faits par Tsutomu Ohira.